# Henrik "Ismand" Nielsen
Henrik "Ismand" Nielsen (født 15. november 1971) er en dansk tidligere fodboldspiller (angriber).
Henrik Nielsen fik tilnavnet "Ismand", da han i sin tid i Esbjerg fB ikke var på fuldtidskontrakt, men havde ved siden af fodbolden et job på Hjem-Is i Esbjerg.
Henrik Nielsen er desuden far til Casper Nielsen, som spiller i Royale Union Saint-Gilloise og tidligere har spillet i OB.
Klubber
- Kvaglund IF
- -1999: Esbjerg IF 92
- 2000-2003: Esbjerg fB (93 kampe, 30 mål)